# (6281) Strnad
(6281) Strnad es un asteroide perteneciente al cinturón de asteroides, región del sistema solar que se encuentra entre las órbitas de Marte y Júpiter, más concretamente a la familia de Eunomia, descubierto el 16 de septiembre de 1980 por Antonín Mrkos desde el Observatorio Kleť, České Budějovice, República Checa.

## Designación y nombre
Designado provisionalmente como 1980 SD. Fue nombrado Strnad en homenaje a Antonín Strnad, tercer director del observatorio Klementinum en Praga. Las mediciones meteorológicas diarias que comenzó en 1775 todavía continúan hoy. Recuperó el reloj astronómico gótico en el Ayuntamiento de Praga.

## Características orbitales
Strnad está situado a una distancia media del Sol de 2,589 ua, pudiendo alejarse hasta 3,041 ua y acercarse hasta 2,137 ua. Su excentricidad es 0,174 y la inclinación orbital 12,63 grados. Emplea 1521,96 días en completar una órbita alrededor del Sol.

## Características físicas
La magnitud absoluta de Strnad es 12,9. 